# Comuna Deadkovîci
Deadkovîci (în ucraineană Дядьковичі) este o comună în raionul Rivne, regiunea Rivne, Ucraina, formată din satele Deadkovîci (reședința) și Mîlostiv.

## Demografie
Componența lingvistică a comunei Deadkovîci
     Ucraineană (97,99%)
     Rusă (1,88%)
     Alte limbi (0,06%)
Conform recensământului din 2001, majoritatea populației comunei Deadkovîci era vorbitoare de ucraineană (97,99%), existând în minoritate și vorbitori de rusă (1,88%).